# OehmsClassics
OehmsClassics (verbreitet auch in der Schreibweise Oehms Classics) ist ein deutsches Plattenlabel, das 2003 von dem Musikmanager Dieter Oehms gegründet wurde. Es ist eine eingetragene Marke der OehmsClassics Musikproduktion GmbH.

## Geschichte
Oehms war zuvor 35 Jahre als Manager bei dem Plattenlabel Deutsche Grammophon/Polygram und Arte Nova/BMG tätig.
Nach Eigenaussagen des Labels liegt der Schwerpunkt darauf „jungen Künstlern zum Debüt zu verhelfen sowie Künstler, die bisher nicht die verdiente Beachtung erhalten haben, mit CD-Produktionen zu begleiten“. Im Laufe der Jahre wurden auch zunehmend Aufnahmen etablierter Künstler veröffentlicht.
Der Vertrieb erfolgt unter anderem über Naxos, das das Label seit 2018 besitzt.

## Künstler und Auszeichnungen (Auswahl)
- Michael Korstick: Beethoven Klaviersonaten in Zusammenarbeit mit Radio Bremen[8]
- Susanne Maria Schwarz